# Estilos (tienda)
Estilos es una tienda por departamentos peruana. Operada de forma independiente por la familia Carbajal Gorvenia, es una de las tiendas más conocidas de la ciudad de Arequipa, así como una de las franquicias nacionales del sector retail de mayor representación en centros comerciales del centro y sur del país.

## Historia
Estilos se abre por primera vez el 22 de diciembre de 1985 como una boutique de Arequipa. A finales de los años 1990 se dedicó a la expansión de su sucursal en el centro urbano, con la reconstrucción de algunos de sus edificios históricos sin la autorización del Instituto Nacional de Cultura.
En 2006 inicia sus operaciones en Lima, en el distrito de Ate. Años después, en 2009 inaugura su tienda de departamentos en Plaza Norte con una renovación de su marca. Tiene un área de 7500 metros cuadrados, uno de los más grandes dentro de la zona comercial. Además, añadieron como imagen corporativa a Mathias Brivio y Sofía Franco.
Posteriormente se expandió hacia su centro comercial hermano, Mall del Sur, el Real Plaza en Huancayo, la Plaza del Sol en Piura, y otros centros. Su modelo de negocio se basa en el sistema empleado por Holt Winters, y maneja su servicio de tarjeta de crédito propio sin entidad financiera vinculada.  Al distribuir sus negocios entre la venta de textiles y la venta de departamentos, para el año 2014, el 85% de los ingresos son de la ciudad de Arequipa, mientras que el 15% corresponde a Lima y aledañas.
En 2017 Mall Aventura incluyó para volverse tienda ancla en su sucursal de Santa Anita. También MegaPlaza lo incluyó en la sucursales de Pisco (2015), Huaraz (2017),  así como su versión Exprés en Lima (2012). En 2017 Perú Retail estimó que la franquicia ocupa el 4,2% del segmento de tiendas por departamento del país inca. muy pronto se abrira a tienda por departamento Estilos en el distrito de surco.  
En 2018 tras operar 22 tiendas en nueve ciudades del país, más de la tercia parte en Arequipa, formularon su estrategia en cubrir ciudades menores e implementar su sistema de comercio electrónico. Un estudio Kantar de 2019 señala como quinta marca de tienda de departamentos más recordada del país con un 16% de los encuestados, siendo la única como empresa peruana.